# Holocaust im Film
Der Holocaust ist seit 1945 häufig in Filmen aller Art dargestellt worden. Besonders Spielfilme über Einzelschicksale des Holocaust mit melodramatischem Charakter haben breite öffentliche Debatten hervorgerufen. Darin geht es um die Möglichkeiten und Grenzen der bildhaften Darstellung des Holocaust und ihren Beitrag zu einer dem Ereignis angemessenen Erinnerungskultur. Diese Debatte wird seit 1945 ähnlich auch in der Philosophie (Theodor W. Adorno), der Literaturwissenschaft und Geschichtswissenschaft über die Holocaustliteratur geführt.

## Filmdramen
Der Plot eines Holocaust-Dramas wird vom Wissen der Zuschauer um die realen Hintergründe in den Vernichtungs- und Konzentrationslagern der Zeit des Nationalsozialismus getragen. Einzelschicksale der Hauptdarstellenden versuchen persönliches Heldentum, unwillentliche Verstrickung und Schuld mit dem historischen Hintergrund zu verknüpfen. Sehr oft wird die Authentizität eines Teils der Geschichte betont. Dem Drehbuch liegt oft ein bereits veröffentlichter Roman zugrunde.
Schon früh setzten sich einzelne Filme mit den Verbrechen in der Zeit des Nationalsozialismus auseinander (so beispielsweise im deutschen DEFA-Nachkriegsfilm Die Mörder sind unter uns von 1946) und thematisierten vereinzelt auch die Vernichtungs- und Konzentrationslager (z. B. Morituri von Eugen York). Eine breite Aufarbeitung begann jedoch erst viel später. Besondere Aufmerksamkeit fand die vierteilige US-Fernsehserie Holocaust – Die Geschichte der Familie Weiss aus dem Jahr 1978, die auch zu einem allgemeinen Dialog über den Holocaust nicht nur in den USA, sondern auch in deutschsprachigen Ländern führte. Starke Reaktionen rief die Zeitzeugen-Dokumentation Shoah von Claude Lanzmann im Jahr 1985 und schließlich 1993 der bei Publikum und Kritik erfolgreiche Spielfilm Schindlers Liste von Steven Spielberg hervor.
Die Filme lösten immer wieder Diskussionen über die Themenwahl aus. Zum einen wurde auch von Holocaust-Überlebenden angeführt, ein solches Thema ließe sich nicht angemessen verfilmen, wobei die Prämisse der Darstellbarkeit von Realität bereits hinterfragt werden muss. Durch die Darstellung etwa des Lebens im Ghetto und der Konzentrationslager werde deren Schrecken banalisiert bzw. in der Sprache und Kultur der Täter dargestellt. Somit könne nicht unabhängig davon reflektiert werden. Dramatisierung und historische Wahrheit würden kaum miteinander in Deckung zu bringen sein, was jedoch das Problem jeder mimetischen Vorstellung von Darstellung ist. Die Angreifbarkeit des Themas Holocaust durch Rechtsradikale oder Revisionisten würde dadurch unnötig erleichtert, denn wenn etwas nur erinnert wird, weil es im Film spielt und nur dort existiert, kann es durch einen anderen Film ebenso deklamiert werden.
Dem ist entgegengehalten worden, dass es gerade einem Spielfilm gelingen könne, Jugendlichen die Dimensionen des Geschehenen begreifbar zu machen. Ein gutes Beispiel sei Schindlers Liste. Es besteht die Möglichkeit der Identifikation durch Mitgefühl, allerdings kann dies eine Reflexion über das Thema nicht ersetzen.

## Notizen
1. ↑  mit ausführlicher Bildbiographie (ca. 40 Titel aus drei Sprachen)